# Clermont-Savès
Clermont-Savès è un comune francese di 253 abitanti situato nel dipartimento del Gers nella regione dell'Occitania.

## Società

### Evoluzione demografica
Abitanti censiti